# 陶家瑤
陶家瑤（1871年—20世纪?），字星如，江西南昌縣人，原籍浙江會稽縣，清朝及中华民国政治人物。

## 生平
生于1871年（清朝同治十年），附貢生出身。历任東鄉縣知縣、廣安州知州、忠州直隸州知州、寧遠府知府、雅州府知府，四川安定水陸全軍統領，瀘州滇黔邊計官，運鹽局兵工總廠，官膏總局各總辦。
中华民国成立后，民國二年簡任四川鹽運使，三年簡任江西内务司司长、北京政府财政部整理赋税所议员。1914年11月，任长芦盐运使。1918年8月，当选为安福国会参议院议员。1923年3月，署理江西省省长。1926年7月，任全国水利局总裁，1928年卸任。后来，陶家瑤寓居上海。